# Nižný Klátov
Nižný Klátov é um município da Eslováquia, situado no distrito de Košice-okolie, na região de Košice. Tem 5,99 km² de área e sua população em 2018 foi estimada em 850 habitantes.

## Demografia
| Ano:        | 1994 | 2004   | 2014    | 2024    |
| ----------- | ---- | ------ | ------- | ------- |
| Broj ljudi: | 589  | 636    | 780     | 941     |
| Razlika:    |      | +7,97% | +22,64% | +20,64% |

| Ano:               | 2023 | 2024   |
| ------------------ | ---- | ------ |
| Número de pessoas: | 914  | 941    |
| Diferença:         |      | +2,95% |